# C10orf126
C10orf126 (англ. Chromosome 10 open reading frame 126) – білок, який кодується однойменним геном, розташованим у людей на 10-й хромосомі. Довжина поліпептидного ланцюга білка становить 172 амінокислот, а молекулярна маса — 19 474.
| 10         |  | 20         |  | 30         |  | 40         |  | 50         |
| ---------- |  | ---------- |  | ---------- |  | ---------- |  | ---------- |
| MNHCIQFSPQ |  | SLQRWLILPC |  | YDLKLPIWAN |  | TTEFCPHGPR |  | RASQDPQLLA |
| WLPDQSLEVS |  | LELYDWNSMT |  | FTLFLETVEP |  | VAVESEGSGI |  | FSFVWQQLIF |
| PAEARWCFSW |  | AQDCGLDGSF |  | PGSAHTEPFG |  | KAAAGQGSVA |  | GKEAKKAGPG |
| FHRQLLYLQF |  | QKRCLFNYPE |  | LL         |  |            |  |            |

A: Аланін

C: Цистеїн

D: Аспарагінова кислота

E: Глутамінова кислота

F: Фенілаланін

G: Гліцин

H: Гістидин

I: Ізолейцин

K: Лізин

L: Лейцин

M: Метіонін

N: Аспарагін

P: Пролін

Q: Глутамін

R: Аргінін

S: Серин

T: Треонін

V: Валін

W: Триптофан